# Verzetsmonument Koog aan de Zaan en Zaandijk

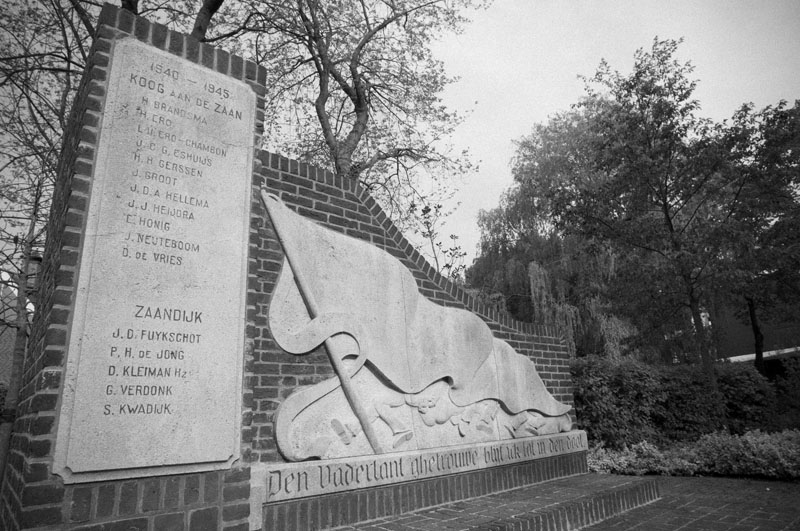
Het monument

Het Verzetsmonument van Koog aan de Zaan en Zaandijk ter herdenking van gevallenen uit het verzet in de Tweede Wereldoorlog staat in het Koogerpark te Koog aan de Zaan. Het is op initiatief van de inwoners van beide toenmalige gemeentes opgericht en werd ontworpen door R. Teunissen. Op vijf mei 1946 vond de onthulling plaats.
Het ontwerp toont een vlag met daaronder de voeten van gevallenen. Daaronder staat een regel uit het Wilhelmus: "Den Vaderlant ghetrouwe blijf ick tot in den doot". Zo wordt aangegeven dat de verzetsmensen niet voor zichzelf streden en stierven maar voor hun land en landgenoten.
Op het monument staan zestien namen van gevallen illegale werkers, elf uit Koog aan de Zaan en vijf uit Zaandijk:
- H. Ero, geb. 10-07-1886 – gefusilleerd 04-06-1943
- L.U. Ero-Chambon, geb. 11-02-1891 - overleden in concentratiekamp Ravensbruck 1 januari 1945.
- J. Groot, geb. 05-03-1893 – gefusilleerd 04-06-1943
- E. Honig, geb. 09-11-1914 – gefusilleerd 04-06-1943
- Neuteboom, geb. 29-04-1903 - gefusilleerd 04-06-1943
- D. de Vries, geb. 10-06-1915 - gefusilleerd 04-06-1943
- P.H. de Jong, geb. 06-11-1902 - gefusilleerd 04-06-1943
- H. Brandsma, geb.31-10-1917 - vermoord in maart 1945
- J.C.G. Eshuijs Jan), geb. 01-12-1912 – gefusilleerd 23-02-1944
- H.H. Gerssen (Harm), geb. 06-04-1912 – gefusilleerd 23-02-1944
- J.D.A. Hellema, geb. 24-05-1896 – doodgeschoten 10-02-1945
- J.J. Heijdra (Joep, Jacobus), geb.09-08-1918 – gefusilleerd 23-02-1944
- J.D. Fuykschot, geb. 12-02-1919 – overleden in een tuchthuis 26-04-1945
- D. Kleijman Hz., geb.20-01-1886 – omgekomen in een tuchthuis 15-03-1945
- G. Verdonk, geb. 11-08-1889 – gefusilleerd 13-09-1944
- S. Kwadijk (Siem), geb. 14-04-1902 – vermist.

In augustus 1947 sommeerde de minister van het toenmalige Ministerie van Onderwijs, Kunsten en Wetenschappen dat het verzetsmonument verplaatst moest worden naar de Algemene Begraafplaats te Zaandijk. De burgemeester werd geacht hier zorg voor te dragen. Het genomen besluit van de gemeenteraad dien aangaande is echter nooit uitgevoerd. Het monument staat nog steeds in het Koogerpark.
In 2001 is het gedenkteken binnen het park verplaatst zodat er meer ruimte is voor de jaarlijkse bijeenkomst op vier mei.